# Qualificazioni al campionato europeo di football americano Under-19 2008
Questa voce raccoglie un approfondimento sui risultati degli incontri e sulle classifiche per l'accesso alla fase finale del Campionato europeo di football americano Under-19 2008.
In seguito al ritiro della Rep. Ceca la Finlandia ha ottenuto l'accesso alla fase finale.

## Squadre partecipanti
Hanno partecipato alle partite di qualificazione 6 squadre:
| Pr. | Squadra   | Data di iscrizione | Partecipante in quanto | Ultima partecipazione ad un campionato europeo |
| --- | --------- | ------------------ | ---------------------- | ---------------------------------------------- |
| 1   | Italia    |                    |                        |                                                |
| 2   | Norvegia  |                    |                        |                                                |
| 3   | Russia    |                    |                        |                                                |
| 4   | Svizzera  |                    |                        |                                                |
| 5   | Danimarca |                    |                        |                                                |
| 6   | Svezia    |                    |                        |                                                |

## Risultati
| Helsingør 18 aprile 2008, ore 15:00 | Danimarca | 34 – 6 (6-0 14-0 14-0 0-6) referto | Svizzera | Helsingør Stadion |

| Märsta 27 aprile 2008, ore 14:00 | Svezia | 32 – 6 (13-0 17-0 12-0 0-6) referto | Norvegia | Midgårdsvallen |

| Mosca 24 maggio 2008, ore 14:00 | Russia | 32 – 8 (14-0 0-0 6-0 12-8) referto | Italia |  |

## Verdetti
- Danimarca, Svezia e Russia ammesse al Campionato europeo di football americano Under-19 2008.